# Memories...Do Not Open
Memories...Do Not Open es el álbum debut de estudio del dúo de música electrónica estadounidense The Chainsmokers, lanzado el 6 de marzo de 2016 por Disruptor Records y Columbia Records.

## Antecedentes
Chris Martin de Coldplay fue el primero en hacer un tuit sobre el álbum, lo que llevó a The Chainsmokers a confirmarlo.El título del álbum fue revelado durante una entrevista en la alfombra roja de los Grammy y que sería lanzado el 7 de abril, justo antes de embarcarse en sus giras del mismo nombre.Como se vio en la entrevista, Taggart se mostró titubeante después de revelar la fecha de lanzamiento del álbum, antes de que le preguntara a Pall si debía decirlo. Taggart dijo: "Estamos listos, tenemos un álbum completo, va a ser increíble. Va a salir el 7 de abril, ¿debía decir eso? antes de que Pall respondiera "No, pero está bien".

## Sencillos
El sencillo principal "Paris", fue lanzado el 13 de enero de 2017. El sencillo alcanzó el número 6 en el Billboard Hot 100. La canción continuó recibiendo múltiples certificaciones.
El segundo sencillo "Something Just Like This", que es una colaboración con la banda británica de rock alternativo, Coldplay, fue lanzado el 22 de febrero de 2017, junto con la pre-orden del álbum. Durante la semana del 18 de marzo de 2017, "Something Just Like This", "Paris" junto a "Closer" estuvieron simultáneamente dentro del top 10 de la Billboard Hot 100. The Chainsmokers se convirtieron en el tercer grupo en tener tres hits simultáneos en el top 10.
El tercer sencillo "Honest", fue lanzado el 11 de julio de 2017.

## Sencillos promocionales
Un sencillo promocional, titulado "The One", fue lanzado el 27 de marzo de 2017. Es una balada basada en la vida personal del dúo.
Otro sencillo promocional, Una versión remixeada de "Young", fue lanzado el 29 de septiembre de 2017.

## Lista de canciones
| Memories ...Do Not Open |                                             |                                                                                           |                                               |          |  |
| N.º                     | Título                                      | Escritor(es)                                                                              | Productor(es)                                 | Duración |  |
| 1.                      | «The One»                                   | Andrew Taggart, Scott Harris y Emily Warren                                               | The Chainsmokers y DJ Swivel                  | 2:57     |  |
| 2.                      | «Break Up Every Night»                      | Taggart, Michael Kamerman, Beau Kuther, Ryan McMahon, Ryan Rabin y Sean Scanlon           | The Chainsmokers, Captain Cuts y DJ Swivel    | 3:27     |  |
| 3.                      | «Bloodstream»                               | Taggart, Matthew Holmes, Philip Leigh, Kane Parfitt, Philip Plested y Phoebe Holiday Ryan | The Chainsmokers, DJ Swivel, KIN y Mac & Phil | 3:44     |  |
| 4.                      | «Don't Say» (con Emily Warren)              | Taggart, Schwartz, Imad Royal, Joni Fatora y Brenton Duvall                               | The Chainsmokers y DJ Swivel                  | 3:48     |  |
| 5.                      | «Something Just Like This» (con Coldplay)   | Taggart, Chris Martin, Guy Berryman, Jonny Buckland y Will Champion                       | The Chainsmokers y DJ Swivel                  | 4:07     |  |
| 6.                      | «My Type» (con Emily Warren)                | Taggart, Schwartz y Brittany Burton                                                       | The Chainsmokers y DJ Swivel                  | 3:37     |  |
| 7.                      | «It Won't Kill Ya» (con Louane)             | Taggart, Sam Martin y A.S. Govere                                                         | The Chainsmokers                              | 3:37     |  |
| 8.                      | «Paris»                                     | Taggart, Kristoffer Eriksson y Fredrik Häggstam                                           | The Chainsmokers                              | 3:41     |  |
| 9.                      | «Honest»                                    | Taggart, Audra Mae Butts y Sean Douglas                                                   | The Chainsmokers y DJ Swivel                  | 3:28     |  |
| 10.                     | «Wake Up Alone» (con Jhené Aiko)            | Taggart, Harris y Schwartz                                                                | The Chainsmokers y DJ Swivel                  | 3:35     |  |
| 11.                     | «Young»                                     | Taggart, Taylor Bird, Peter Hanna y Sean Jacobs                                           | The Chainsmokers y DJ Swivel                  | 3:44     |  |
| 12.                     | «Last Day Alive» (con Florida Georgia Line) | Taggart, Dan Reynolds e Ido Zmishlany                                                     | The Chainsmokers y DJ Swivel                  | 3:34     |  |

| - Japanese Edition (bonus tracks) |                                |                  |          |  |
| N.º                               | Título                         | Productor(es)    | Duración |  |
| 13.                               | «Closer» (con Halsey)          | The Chainsmokers | 4:04     |  |
| 14.                               | «Don't Let Me Down» (con Daya) | The Chainsmokers | 3:28     |  |
| 15.                               | «Roses» (con ROZES)            | The Chainsmokers | 3:46     |  |

## Certificaciones
| País   | Organismo certificador | Certificación | Ventas certificadas | Ref.  |
| ------ | ---------------------- | ------------- | ------------------- | ----- |
| México | AMPROFON               | Oro           | 30 000              | [ 1 ] |